# Emma Gillett
Emma Millinda Gillett (1852–1927) fue una abogada y activista por los derechos de las mujeres estadounidense que desempeñó un papel fundamental en el avance de los estudios jurídicos para mujeres. Después de ser negada de las escuelas de derecho locales debido a su género, fue admitida por la Universidad de Howard, una universidad históricamente negra. Sin embargo, la Facultad de Derecho de Washington, que fundó en 1898, no aceptó a personas de color hasta 1950.

## Biografía
Gillett nació el 30 de julio de 1852, en Princeton, Wisconsin, como hija de colonos. Fue educada en Girard, Pensilvania, donde su familia se mudó después de la muerte de su padre. En 1870, se graduó de Lake Erie College y enseñó durante los siguientes diez años en el sistema de escuelas públicas de Pensilvania. Durante su tiempo como maestra, se sintió frustrada con los escasos salarios pagados a las maestras solteras.  
Después de la muerte de su madre, el papel de Gillett en la solución de su patrimonio despertó su interés en la ley, además de ser una profesión mejor pagada. Animada por la noticia de Belva Lockwood, que se había convertido en la primera estudiante de derecho en la Universidad Nacional de Washington D. C.; [cita requerida] se mudó a Washington con la esperanza de seguir los pasos de Lockwood.  Desafortunadamente, descubrió que la Universidad Nacional había cerrado sus puertas a las mujeres. Fue admitida en la Universidad Howard y se graduó en 1882 con un LLB, seguido en 1883 con un LLM. Pasó el examen de la barra en el Distrito de Columbia el mismo año. También se convirtió en la primera en ser nombrada notaria pública por el presidente de los Estados Unidos.

## Logros
Ayudó en el establecimiento de un club de mujeres, "The Wimondaughsis", en DC. 
Con Ellen Spencer Mussey, su colega y cofundadora de la Facultad de Derecho de Washington, fundó el Colegio de Abogadas del Distrito de Columbia. Respondiendo a la invitación escrita emitida por Mussey, convocando a una reunión inicial de "una asociación de abogadas en el Distrito de Columbia" el 17 de mayo de 1917, otras 29 se unieron a Gillett y Mussey como miembros fundadoras de la Asociación de Abogadas del Distrito de Columbia. En ese momento, solo la ciudad de Nueva York, Chicago y Omaha habían organizado asociaciones similares.
Gillett ocupó muchos cargos adicionales, incluido el de Vicepresidenta para el Distrito de Columbia de la American Bar Association en 1922; Presidenta de la Asociación Estatal de Sufragio del Distrito; Presidenta de la Asociación de abogadas en 1921, y en el momento de su muerte era Decana Emérita del Colegio de Leyes de Washington y Presidenta de la Rama Jurídica del Partido Nacional de la Mujer. 

## Muerte
Gillett murió el 23 de enero de 1927, después de contraer neumonía mientras estaba confinada en su cama después de romperse la cadera el octubre anterior. 